# آق سنقر السلاري

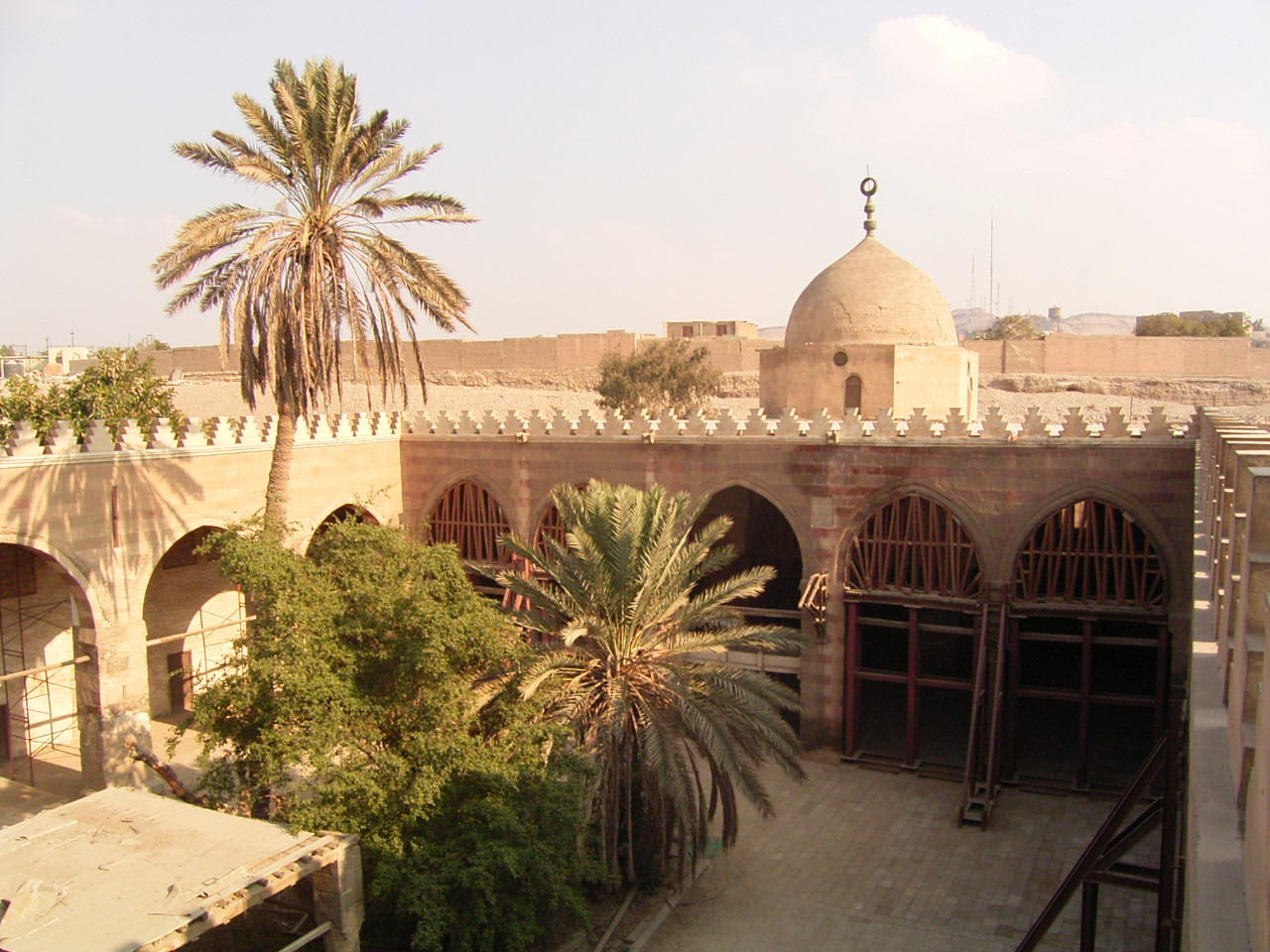
الجامع الازرق الذي بناه آق سنقر في القاهرة ويضم ضريحه وقبور عدد من السلاطين المماليك

آق سنقر الأول، أو آق سنقر السلاري، ومعنى أسمه: الطير الأبيض.، 510 إلى 527هـ، أحد أمراء السلطان الناصر محمد بن قلاوون سنة 747 -748 هـ (1347 - 1348م) وزوج ابنته جامغا. وكان في الأصل مملوكا للأمير سلار، فأعطي اسمه «السلاري». وأصبح فيما بعد مملوكا للسلطان الناصر محمد، ثم عين أميرا لمائة مقدم لألف، ويعد هذا من أرفع المناصب في جيش المماليك. توفي سنة 744هـ - 1343م.

## نشأته وحياته
كان في الأصل من مماليك السلطان قلاوون، ثم انتقلت ملكيته إلى الأمير سيف الدين سلار عندما كان نائباً للسلطان كتبغا المنصوري 1294 - 1296م. وانتقلت ملكيته بعد ذلك إلى السلطان الناصر محمد فنسب إليه. ترقى في البلاط السلطاني وعينه السلطان الناصر محمد أمير مائة ومقدم ألف ثم أمير شكار. وقرّبه السلطان وزوجه إحدى بناته ثم ولاه نيابة صفد. وتولى نيابة غزة. وفي أيام السلطان الناصر أحمد بن الناصر تقلد وظيفة نائب السلطان بمصر 1342م. ولما تولى السلطنة الصالح إسماعيل بن الناصر محمد 1342 - 1345م عينه أمير اخور ثم ولاه نيابة طرابلس. وما لبث أن غضب عليه السلطان حاجي بن الناصر سنة 1347 م وقبض عليه وحبسه ومات في نفس السنة ودفن في جامعه.
تزوج الأمير آق سنقر السلاري إحدى بنات السلطان الناصر، ولعب دورا هاما في سياسة الدولة، ووصفه المؤرخون بأنه كان زاهدا في أموال الرعية. وقد حمل ألقابا كثيرة، منها «أمير شكار»، وهو ما جعله مسؤولا عن رحلات الصيد الملكي والإسطبلات خلال الأيام الأولى من عهد السلطان الناصر محمد بن قلاوون. ثم رقي لاحقا إلى منصب «أمير أخور»؛ أو سيد الخيل، وأصبح مشرفا على الأبنية الملكية.

## المناصب
لما تفرقت المماليك، في نيابة كتبغا على الأمراء، صار الأمير آق سنقر إلى الأمير سلار، فقيل له السلاري لذلك، ولما عاد الملك الناصر محمد بن قلاون من الكرك اختص به ورقاه السلطان الناصر إلى أن جعله أمير مائة مقدم ألف بالديار المصرية، وأمير شكار، وزوجه بإحدى بناته، وصار صهراً لأستاذه، واستمر عَلَى ذَلِكَ إلى أن توفي الملك الناصر محمد بن قلاوون، وتسلطن من بعده الملك الناصر أحمد بعد أخيه الملك الأشرف كجك، استقر آق سنقر هذا أمير آخور فلم يرض بذلك، فأخرجه إلى نيابة غزة فاستمر بها إلى أن أمسك الفخري وتسلطن الملك الصالح إسماعيل بن الناصر محمد بن قلاوون، أرسل يطلب آق سنقر المذكور من غزة واستقر به أيضاً أمير آخور وقربه وأدناه، وجهز مقدم العساكر المصرية لمحاصرة أخيه الملك الناصر أحمد بالكرك، ثم أبطل ذَلِكَ وأخرج عوضه الأمير سيف الدين بَيغرا ثم استقر به في نيابة طرابلس، فتوجه إليها وباشرها وقمع المفسدين بها مع عفة عن أموال الرعية، وذلك في أوائل سنة أربع وسبعمائة.
واستمر بها إلى أن تسلطن الملك الكامل شعبان فطلبه إلى القاهرة فحضر إليها في شهر ربيع الآخر سنة ست وأربعين وسبعمائة، وأنعم عليه مائة وتقدمة ألف بديار مصر، وعظم أمره عند السلطان، وأمر الحجازي إلى الغاية، وداما عَلَى ذَلِكَ إلى أن أحسا من السلطان الغدر، كاتبا يلبغا اليحياوي نائب الشام، وقالا له أبرز إلى ظاهر دمشق عاصياً، ففعل ذَلِكَ، فلما سمع الملك الكامل بذلك لم يجد بداً من تجهيز عسكر إليه، فوجه إليه عسكراً قدم عليه أحد الأميرين فخرج العسكر من القاهرة وعاد من بعض الطريق لقتال الملك الكامل، واجتمع الناس عليه بقية النصير، فخرج السلطان الملك الكامل إليه وتقتلا، فانكسر الكامل وانحاز إلى القلعة، وطلع الأمير آق سنقر هذا والحجازي إلى القالعة وقبضا عَلَى الكامل وأحرجا أمير حاج ابن السلطان الملك الناصر محمد بن قلاوون وأجلساه عَلَى كرسي الملك، فاستقر في السلطنة ولقب بالملك المظفر.
ان من جملة الأمراء في الدولة الناصرية محمد بن قلاوون بعد أن تنقل في الدولة بعد موت أستاذه سلار في عدة خدم، ثم ولاه الناصر نيابة صفد، فتوجه إليها وباشرها وحسنت سيرته، ثم نقل إلى نيابة غزة، فاستمر بها إلى أن توفي الملك الناصر وتسلطن ابنه المنصور أبو بكر فاستمر به عَلَى نيابة غزة - ثم خلع المنصور وتسلطن أخوه الأشرب كجك، وتوجه الفخري لمحاصرة الملك النار أحمد بالكرك، قام آق سنقر بنصرة الملك الناصر قياماً عظيماً، وأمسك الدروب وقبض عَلَى كل من جاء من مصر، وحمله إلى الناصر بالكرك، فلما ملك الملك الناصر الديار المصرية وقبض عَلَى الأمير طشتمر حمص أخضر ولي الأمير آق سنقر هذا نيابة السلطنة بالديار المصرية عوضه، ثم توجه الناصر ثانياً إلى الكرك، حسبما ذكرناه في ترجمة الناصر أحمد.
ودام آق سنقر المذكور بديار مصر، وحسنت سيرته، وأظهر العدل والكرم المفرط، حَتَّى أنه كان لا يمنع أحداً شيئاً طلبه منه كائناً من كام، إلى أن تسلطن الملك الصالح استوحش منه وقبض عليه، وأمسك معه الأمير بيغرا أمير جندار، والأمير آلاجا، والأمير قراجا الحاجبين، لأنهم نسبوا الجميع إلى المملأة للملك الناصر أحمد، وذلك في أوائل سنة أربع وأربعين وسبعمائة.
وزادت عظمة آق سنقر هذا والحجازي في دولة المظفر إلى أن كانت سنة ثمان وأربعين وسبعمائة بلغ الملك المظفر بأنهم قد اجتمعوا غداً عَلَى أنهم يفعلون بك كما فعلوا بأخيك فأحضرهم وأمسكهم جميعاً وهم الأمير آق سنقر صاحب الترجمة، والأمير ملك تمر الحجازي، وقرابغا الساقي صهر يلبغا اليحياوي نائب الشام، والأمير أيتمش والأمير ثمغار والأمير بزلار، والأمير طقبغا العمري وأولاد أيدغمش وابن بكتمر الحاجب، وكان القائم بهذا الأمر الأمير شجاع الدين أغزلو، ذكرناه شيئاً من هذا في ترجمته. فأما آق سنقر هذا وملكتمر الحجازي فإنهما قتلا في الوقت من يومهم، وذلك في يوم الأحد تاسع عشر شهر ربيع الآخرة سنة ثمان وأربعين وسبعمائة وجهز الباقي إلى الإسكندرية. رحمهما الله تعالى.

## جامع ومقبرة آق
ذكر المقريزي  في الخطط أن آق سنقر بنى جامعة في موقع قريب من القلعة فيما بين باب الوزير والتبانة وجعل أسقفه عقوداً من حجارة، وكان يباشر البناء بنفسه، وانشأ بجانبه كُتّأبا لتحفيظ القرآن الكريم، وأوقف عليه ضيعه في حلب للصرف عليه وتعميره.
تصميم الجامع عمل على مثال المساجد الجامعة يتكون أربعة ايوانات في وسطها صحن مكشوف أكبرها إيوان القبلة ويتكون من رواقين، أما الأيوانات الثلاثة الأخرى فيتكون كل منها في رواق واحد. عقود الإيوان الشرقي وهو إيوان القبلة كانت كلها محمولة على أكتاف مثمنة من الحجر.. وما زال الرواق أمام المحراب محتفظ بأصلة أما الرواق الثاني المطل على الصحن فقد استبدلت عقوده. بسقف من الخشب وأبدلت بدعائمة أعمدة من الرخام واكتاف مربعة من الحجر. فقد احتفظ الإيوان الغربي بكثير من تفاصيله الأصلية. للجامع ثلاثة مداخل في واجهاته الغربية والشمالية والجنوبية ويوجد الباب الرئيسي للجامع في الواجهة الغربية. وفي الطرف الجنوبي للواجهة الرئيسية الغربية مئذنة مكونة من ثلاث دورات. محراب الجامع كبير مكسو بإشرطة دقيقة من الرخام والصدف ويعلو المحراب قبة كبيرة وإلى جانب المحراب منبر من الرخام الملون.
وإلى جانب الباب الجنوبي مقبرة آق سنقر التي دُفن بها سنة 1347. وإلى يسار الباب الرئيسي للجامع مقبرة يعلوها قبة بنيت قبل إنشاء الجامع دفن فيها السلطان علاء الدين كُجك عند وفاته سنة 1345م. وعلى يمين الداخل بمؤخرة الإيوان الجنوبي مقبرة بناها إبراهيم أغا مستحفظان لنفسه أثناء قيامه بتجديد الجامع تجديداً شاملاً في سنتي 1651- 1652. وإبراهيم أغا مستحفظان أحد أمراء الأتراك في القاهرة في القرن 17 أثناء العصر العثماني.. وكان معيناً من الديوان ناظراً على الجامع يشرف على الصرف عليه وإقامة شعائره من ريع إوقافه. وقام هذا الأمير بعمل تجديد وإصلاح شامل للجامع سنة 1651. عقب زالزال قوي تعرضت له القاهرة. أحدث تجديد إبراهيم أغا تغييراً في عمارة المسجد خاصة في الأروقة، وكسى الجدار الشرقي حتى السقف بالقاشاني الازرق الذي عمل خصيصاً لهذا الجامع ولذلك عرف عند عامة الناس والزوار الإجانب باسم الجامع الازرق.
في سنة 1889 وفي عهد الخديوي محمد توفيق تم ترميم وإصلاح مئذنة الجامع وعُمل في أعلاها خوذة مغلفة بالرصاص، ثم توالت أعمال التجديد التي قامت بها لجنة حفظ الآثار العربية فأزالت المباني التي كانت تحجب الواجهات وأصلحت العقود والمنبر وأعادت تثبيت كسوة القاشاني الأزرق على جدار القبلة. الجامع كائن حالياً بشارع باب الوزير في اتجاه شارع سكة المحجر بقسم الدرب الأحمر، ويتبع منطقة آثار جنوب القاهرة.

## أصل ومعنى الأسم
معنى «آق سنقر»«آق» لفظة تعنى في لغة أتراك وسط آسيا «أبيض»، وإذا أضفتها إلى الاسم العام، وحولته إلى اسم علو، فإنها تؤدى معنى: كبير - عظيم - قوي – جليل. أما «سنقر» فهو اسم للصقر الذي كان يستخدمه.

## هوامش
1 - آق: لفظة تعنى في لغة إتراك وسط آسيا «أبيض» وإذا أضيفت إلى الاسم العام وحولته إلى اسم علو فإنها تؤدى معنى: كبير - عظيم - قوي - جليل. أما سنقر فهو اسم طائر وهو الصقر الذي كان يستخدمه الملوك والأمراء في الصيد ويعيش في مناطق القوقاز وتركستان… وآق سنقر تعني الصقر الكبير. عباس أقبال: تاريخ المغول منذ حملة جنكيز خان حتى قيام الدولة التيمورية.

## انظر أيضًَا
- أحمديليون
- السلطان الناصر محمد بن قلاوون
- كتبغا